# Urzędówka
Urzędówka – rzeka, prawy dopływ Wyżnicy o długości 29,95 km.
Rzeka przepływa przez gminy Wilkołaz i Urzędów w powiecie kraśnickim.